# 2037轟炸機
2037轟炸機（英文：2037 Bomber）是一個非官方稱呼，它是美國空軍用以取代B-2幽灵战略轰炸机的戰略轟炸機。據預測，2037轟炸機將集隱形能力、超音速飛行能力、遠程轟炸能力和無人駕駛能力於一身。

## 發展
隨著B-2幽灵战略轰炸机的生產線在20世紀90年代初結束，美國空軍就留下了其轟炸機的巨大發展差距。因此，新型轟炸機將需要在2037年這段時間出現並取代B-2。但基於研製能取代B-2的轟炸機需時較長，因此空軍計劃在21世紀30年代之前，使用「下一代轟炸機」（Next-Generation Bomber，NGB）作為填補美國空軍裡的過渡機型。
下一代轟炸機原本預計是在 2018 年服役，但在2009年被取消。因此本計畫作為遠程打擊轟炸機重新啟動，產生B-21突襲者戰略轟炸機，目前預計將在2026 - 2027年服役。